# Waterboro (Maine)
Waterboro é uma cidade no condado de York, Maine, Estados Unidos. A população era de 7,846 pessoas no censo de 2019.

## História
Os índios Abenaki chamam a área de Massabesic, que significa "lugar de muita água", uma referência aos lagos da região. Era parte de uma extensa área de terra adquirida em 1661 pelo Major William Phillips de Saco do Chefe Fluellin. Conhecida como Plantação Massabesic, incluía a maioria dos modernos Waterboro, Alfred e Sanford. Phillips morreu em 1683, e a plantação eventualmente passou de seus herdeiros para 10 proprietários. Um desses proprietários era o Coronel Joshua Waters, para quem a cidade seria nomeada.
Lumbering começou a prosperar lá por volta de 1764. O Capitão John Smith de Kittery foi o primeiro colono permanente, chegando em 1768. Em 6 de março de 1787, o Tribunal Geral de Massachusetts incorporou o município como Waterborough. Em 1790, Old Corners tornou-se o local do Tribunal de Sessões Gerais, embora em 1805 a sede do condado mudou para Alfred. Em 1895, o nome foi encurtado para Waterboro.
Com terras particularmente adequadas para o pasto de gado, a agricultura tornou-se uma indústria principal. A cidade tinha muitas fazendas de gado e laticínios. A Ferrovia Portland e Rochester passou por Waterboro e se conectou a Rochester, New Hampshire em 1871, ajudando a estimular o desenvolvimento. Rios e riachos forneceram energia de água para operar usinas. Várias serrarias foram estabelecidas, e em 1886 a cidade produziu cerca de 550.000 metros de madeira anualmente. Outros negócios incluíram a Ossipee Manufacturing Company no rio Little Ossipee, que fabricava cobertores, e a Steam Mill Company em South Waterboro, que fabricava caixas de madeira.
O fogo devastou duas vezes a cidade. Em 1911, uma grande porção de South Waterboro queimou. Em seguida, durante os Grandes Incêndios de 1947, três quartos da área terrestre de Waterboro queimaram, incluindo o centro da cidade e 90% das casas no Lago Little Ossipee. Hoje, os lagos de Waterboro continuam sendo uma área de recreação popular. A cidade abriga os 2.140 acres (870 ha) Waterboro Barrens, um dos maiores e mais bem preservados pinheiros do Maine.